# Christian Blom (komponist)
 Der er flere personer med dette navn, se Christian Blom.
Christian Blom (født 20. oktober 1782 i Tønsberg, død 22. april 1861 i Drammen) var en norsk komponist. Han var Gustav Peter Bloms fætter.
Blom var egentlig skibskaptajn og senere skibsreder i Drammen, men syslede ivrig, både teoretisk og som eksekutør på strygeinstrumenter, med musik og har efterladt flere såvel vokale som instrumentale kompositioner. Fornemmelig er han bekendt ved melodien til Bjerregaards kronede nationalsang Sønner af Norge.